# Panacea (filla d'Asclepi)
Panacea (en grec antic Πανάκεια Panákeia, "que ho cura tot") és, en mitologia grega, la deessa que simbolitza la guarició universal gràcies a les plantes. Se la considera filla d'Asclepi i de Lampècia, filla d'Hèlios, i té dues germanes, Higiea, (la salut), i Iaso, (la guaridora), i dos germans, Podaliri i Macàon.
Es deia que Panacea tenia una poció amb la que podia guarir tots els malalts. D'aquí ve el concepte, en medicina, de panacea, una substància capaç de curar totes les malalties. La paraula s'utilitza també per a indicar alguna cosa capaç de resoldre algun problema molt complicat.
Panacea tenia un temple a Oropos.